# Seraina Macia
Seraina Macia (früher Seraina Maag; * Juli 1968) ist eine Schweizer und australische Managerin und ehemaliges Mitglied des Verwaltungsrats der Credit Suisse.

## Biografie

### Ausbildung
Macia erlangte im Jahr 1997 ein Postgraduate Zertifikat in Management an der Deakin University in Australien. 1999 machte sie ihren MBA-Abschluss an der Monash Mt Eliza Business School in Australien. Im Jahr 2001 wurde sie Chartered Financial Analyst am CFA Institute in den USA.

### Werdegang
Von 1990 bis 2000 arbeitete Macia bei Swiss Re, bis 1996 in verschiedenen leitenden Positionen im Finanz- und Versicherungsgeschäft in Zürich, danach bis 1999 als Senior Underwriter und stellvertretende Leiterin Financial Products in Melbourne. Im Jahr 2000 war sie Ratingagentur-Koordinatorin der Swiss Re Gruppe.
Zwischen 2000 und 2002 war Macia Mitbegründerin und Finanzanalystin der Neuen Zürcher Bank (NZB).
Von 2002 bis 2010 war Macia bei Zurich Financial Services in verschiedenen leitenden Positionen, darunter als Leiterin der verbundenen Abteilung Investor Relations und Rating Agencies Management, Leiterin Rating Agencies Management sowie Senior Investor Relations Officer. In den Jahren 2006 und 2007 war sie CFO der Zurich North America Commercial in New York. Danach war Macia bis 2010 Präsidentin Specialities Business Unit der Zurich North America Commercial in New York.
Von 2010 bis 2013 war Macia Chief Executive bei XL Insurance North America.
2013 bis 2016 arbeitete Macia bei AIG Corporation als CEO und Präsidentin von AIG EMEA in London. Ab 2015 war sie zudem Executive Vice-President und CEO Regional Management & Operations der American International Group in New York. Von 2016 bis 2017 war sie Chief Executive Officer der Hamilton USA (Hamilton Insurance Group). Seit 2017 ist sie Executive Vice President & CEO von Blackboard (vormals Hamilton USA).
Von 2015 bis 2023 war Macia Mitglied des Verwaltungsrats der Credit Suisse Group AG und Credit Suisse AG. Bis 2018 war sie Mitglied des Audit Committee, bis 2021 Mitglied des Risk Committee, anschließend Mitglied des Digital Transformation and Technology Committee.  Sie trug im Verwaltungsrat die operative Verantwortung für alle Skandale der letzten Jahre. Aufgrund der Übernahme der Credit Suisse durch die UBS per 12. Juni 2023 schied Macia aus dem Verwaltungsrat aus.

## Sonstige Aktivitäten und Funktionen
Macia ist Mitglied der gemeinnützigen Organisation CFA Institute. Sie ist Vorstandsmitglied der Food Bank for New York City, einer gemeinnützigen Organisation, die Bürger von New York City mit Lebensmitteln unterstützt.